# Нозадзе, Шалва Иванович
Шалва Иванович Нозадзе (1915 — 1979) — советский самбист и борец вольного стиля, чемпион и призёр чемпионатов СССР, мастер спорта СССР (1940), Заслуженный тренер СССР (1957). Начал тренироваться в 1933 году. Судья всесоюзной категории (1963). Отличник физической культуры (1955).

## Спортивные результаты

### Самбо
- Чемпионат СССР по самбо 1940 года — ;
- Чемпионат СССР по самбо 1947 года — ;
- Чемпионат СССР по самбо 1948 года — ;
- Чемпионат СССР по самбо 1951 года — ;

### Вольная борьба
- Чемпионат СССР по вольной борьбе 1948 года — ;
- Чемпионат СССР по вольной борьбе 1949 года — ;
- Чемпионат СССР по вольной борьбе 1950 года — ;
- Чемпионат СССР по вольной борьбе 1952 года — ;

## Известные воспитанники
- Гогибедашвили, Нугзар Владимирович — чемпион СССР по вольной борьбе;
- Сагарадзе, Гурам Ревазович (1939) — советский борец вольного стиля, серебряный призёр олимпийских игр, двукратный чемпион мира, Заслуженный мастер спорта СССР;
- Схиртладзе, Георгий Сергеевич (1932—2008) — советский борец вольного стиля, призёр олимпийских игр, чемпион мира, четырёхкратный чемпион СССР, Заслуженный мастер спорта СССР.